# Mikko Mäenpää
Mikko Mäenpää (* 19. dubna 1983, Tampere, Finsko) je bývalý finský hokejista. Hrával na pozici obránce.

## Hráčská kariéra
Mäenpää započal svou profesionální hokejovou kariéru ve Finsku, kde hrál v týmu JYP Jyväskylä. V tomto týmu hrál od sezóny 2002/2003 do sezóny 2004/2005. Během sezóny 2004/2005 hrál ještě v prvoligovém finském týmu Pelicans Lahti a druholigovém finském týmu Mikkelin Jukurit. V Jukuritu hrál i během sezóny 2005/2006 a díky svým výkonům pomohl týmu k zisku titulu. V sezóně 2006/2007 přestoupil do prvoligového finského týmu HPK, kde hrál, až do sezóny 2009/2010. V sezóně 2010/2011 hrál za švédský klub Frölunda HC.
V sezóně 2011/2012 odešel do KHL do ruského týmu Amur Chabarovsk. V sezóně 2012/2013 hrál za tým CSKA Moskva a během sezóny přestoupil do českého klubu HC Lev Praha, kde hrál i během sezóny 2013/2014. Po zániku klubu se vrátil zpátky do rodného Finska a sezónu 2014/2015 strávil v týmu JYP Jyväskylä, kde začal svou kariéru. Od sezóny 2015/2016 do sezóny 2016/2017 hrál ve švýcarském týmu HC Ambri-Piotta. V sezóně 2017/2018 přestoupil zpět do týmu JYP Jyväskylä, kde hrál až do sezóny 2019/2020 a kde ukončil hráčskou kariéru.

## Mezinárodní kariéra
V roce 2001 byl nominován na Mistrovství světa v ledním hokeji do 18 let, kde s Finskem dokázal vyhrát bronzové medaile.
V roce 2010 a 2012 byl nominován do finského mužstva na Mistrovství světa v ledním hokeji. Ani na jednom z těchto dvou mistrovství světa se mu s týmem nepodařilo získat medaili.

## Statistiky kariéry

### Statistiky v základní části a v play-off
| 2002/03 | JYP Jyväskylä    | Liiga  | 9   | 0   | 0   | 0   | —  | —  | —  | —  |
| 2003/04 | JYP Jyväskylä    | Liiga  | 40  | 0   | 2   | 2   | 2  | 0  | 0  | 0  |
| 2004/05 | JYP Jyväskylä    | Liiga  | 14  | 0   | 1   | 1   | —  | —  | —  | —  |
| 2004/05 | Pelicans Lahti   | Liiga  | 32  | 0   | 2   | 2   | —  | —  | —  | —  |
| 2004/05 | Mikkelin Jukurit | Mestis | 4   | 0   | 2   | 2   | —  | —  | —  | —  |
| 2005/06 | Mikkelin Jukurit | Mestis | 40  | 6   | 10  | 16  | 6  | 2  | 1  | 3  |
| 2006/07 | HPK              | Liiga  | 52  | 14  | 26  | 40  | 9  | 3  | 2  | 5  |
| 2007/08 | Syracuse Crunch  | AHL    | 7   | 0   | 2   | 2   | —  | —  | —  | —  |
| 2007/08 | Skellefteå AIK   | SHL    | 11  | 3   | 4   | 7   | 5  | 0  | 1  | 1  |
| 2007/08 | HPK              | Liiga  | 13  | 3   | 2   | 5   | —  | —  | —  | —  |
| 2008/09 | HPK              | Liiga  | 58  | 11  | 36  | 47  | 6  | 1  | 1  | 2  |
| 2009/10 | HPK              | Liiga  | 43  | 12  | 18  | 30  | 17 | 5  | 4  | 9  |
| 2010/11 | Frölunda HC      | SHL    | 46  | 8   | 10  | 18  | —  | —  | —  | —  |
| 2011/12 | Amur Chabarovsk  | KHL    | 51  | 14  | 23  | 37  | 4  | 0  | 3  | 3  |
| 2012/13 | CSKA Moskva      | KHL    | 29  | 2   | 2   | 4   | —  | —  | —  | —  |
| 2012/13 | HC Lev Praha     | KHL    | 3   | 1   | 1   | 2   | 4  | 1  | 1  | 2  |
| 2013/14 | HC Lev Praha     | KHL    | 31  | 0   | 12  | 12  | 22 | 2  | 9  | 11 |
| 2014/15 | JYP Jyväskylä    | Liiga  | 19  | 3   | 12  | 15  | 12 | 2  | 6  | 8  |
| 2015/16 | HC Ambri-Piotta  | NLA    | 46  | 6   | 31  | 37  | —  | —  | —  | —  |
| 2016/17 | HC Ambri-Piotta  | NLA    | 34  | 4   | 20  | 24  | —  | —  | —  | —  |
| 2017/18 | JYP Jyväskylä    | Liiga  | 45  | 4   | 23  | 27  | 6  | 2  | 1  | 3  |
| 2018/19 | JYP Jyväskylä    | Liiga  | 23  | 5   | 3   | 8   | 3  | 0  | 1  | 1  |
| 2019/20 | JYP Jyväskylä    | Liiga  | 51  | 4   | 6   | 10  | —  | —  | —  | —  |
| Celkem  | Celkem           | Celkem | 701 | 100 | 248 | 348 | 96 | 18 | 30 | 48 |

### Statistiky v reprezentaci
| Rok    | Tým    | Turnaj | Umístění         |    | Z | G | A | B |
| ------ | ------ | ------ | ---------------- | -- | - | - | - | - |
| 2001   | Finsko | MS18   | Bronzová medaile | 6  | 0 | 1 | 1 |   |
| 2010   | Finsko | MS     | 6. místo         | 7  | 0 | 1 | 1 |   |
| 2012   | Finsko | MS     | 4. místo         | 10 | 1 | 4 | 5 |   |
| Celkem | Celkem | Celkem | Celkem           | 23 | 1 | 6 | 7 |   |